# 双石镇 (荣县)
双石镇，是中华人民共和国四川省自贡市荣县下辖的一个乡镇级行政单位。2019年9月撤销望佳镇，将其所属行政区域划归双石镇管辖，双石镇人民政府驻振兴路55号。

## 行政区划
双石镇下辖以下地区：
玉章社区、李子桥社区、燕子村、虎板村、观音桥村、长冲村、石锣村、大竹林村、蔡家堰村、金台村、石塔村、黄家村、石牛村和平坦桥村。